# Lempholemma elveloideum
Lempholemma elveloideum är en lavart som först beskrevs av Erik Acharius, och fick sitt nu gällande namn av Alexander Zahlbruckner. Lempholemma elveloideum ingår i släktet Lempholemma och familjen Lichinaceae.   Inga underarter finns listade i Catalogue of Life.